# سیارک ۱۸۱۲۱
سیارک ۱۸۱۲۱ (به انگلیسی: 18121 Konovalenko، نامگذاری:2000NF25) هجده هزار و صد و بیست و یکمین سیارک کشف شده‌است که در ۴ ژوئیه ۲۰۰۰ کشف شد.
قدر مطلق سیارک برابر ۱۸.۶ است.